# 史蒂芬·C·米勒
史蒂芬·C·米勒（英語：Steven C. Miller，1981年3月8日—），美國男導演、編劇和剪輯師。較著名的作品如電影《喪屍獵魔》（2008年）、《沉默之夜》（2012年）和《終極救援》（2015年）。
此外，他還曾執導過Blinded Black和Tokyo Rose樂團的MV。

## 早期生活
米勒出生於喬治亞州迪凱特。畢業於福賽皇家世界教育，在那學習了電影和電視的製作。

## 作品列表
- 《喪屍獵魔（英语：Automaton Transfusion）》（2006）-導演，編劇
  - 第三名-多倫多暗夜恐怖影展獎最佳獨立長片（英语：Toronto After Dark Film Festival）
- 《尖叫的女妖（英语：Scream of the Banshee）》（2011）-導演，剪輯師；電視電影
- 《深度入侵（英语：The Aggression Scale）》（2012）-導演，剪輯師
  - 提名-西南偏南午夜觀眾獎
- 《床下魔怪（英语：Under the Bed (2012 film)）》（2012）-導演，剪輯師
- 《沉默之夜（英语：Silent Night (2012 film)）》（2012）-導演
- 《終極救援》（2015）[3]
- 《水下危機（英语：Submerged (2016 film)）》（2016）-導演，剪輯師
- 《黑吃黑》（2016）-導演
- 《軍火廠（英语：Arsenal (2017 film)）》（2017）-導演
- 《一槍斃命（英语：First Kill (2017 film)）》（2017）-導演
- 《鋼鐵墳墓2》（2018）-導演[4]
- 《絕命直播（英语：Line of Duty (film)）》（2019）-導演
- 《驚魂派對（英语：Margaux (film)）》（2022）-導演
- 《异变狼人（英语：Werewolves (film)）》（2024）-導演

## 外部連結
- 史蒂芬·C·米勒在互联网电影资料库（IMDb）上的資料（英文）

訪談
- July 23, 2005 moviethunder.com by Pretzel
- February 25, 2007Horror-movies.ca by DeadManWalkin
- January 28, 2008 bloody-disgusting.com by Brad Miska（页面存档备份，存于）
- April 2010 horrornews.net by Brian S（页面存档备份，存于）
- April 13, 2010 moviemikes.com by Mike Gencarelli（页面存档备份，存于）